# Анђелија Веснић
Анђелија Веснић-Васиљевић (Чуруг, 4. новембар 1929 — Нови Сад, 22. новембар 2020) била је југословенска и српска филмска и позоришна глумица.

## Биографија
Рођена је у свештеничкој породици у Чуругу. Њен отац, јереј Бранко Вакањац, убијен је 1942. године током рације у Чуругу.
Прва глумачка искуства имала је у Аматерском позоришту у Апатину. Државну позоришну школу у Новом Саду је завршила 1951. године у класи Јурија Љвовича Ракитина и свог будућег свекра Радослава Веснића.

###### Ангажмани
1951-1954. године била је ангажована као глумица Народног позоришта Босанске Крајине у Бања Луци;
1954-1956. године радила је у Народном позоришту Сомбор;
1956-1981. године у Српском народном позоришту у Новом Саду провела је највећи део свог радног века, а играла је и након одласка у пензију.
Такође је радила са аматерима широм Војводине, али и у добротворне сврхе.

###### Глума
Лепа и талентована глумица, уздржаног темперамента, меког, топлог и пријатног гласа, претежно је тумачила наивке. Мада недовољно искоришћена, стрпљењем и савесним, упорним, студиозним радом успела је да заузме место при врху у глумачком ансамблу СНП
У образложењу предлога за награду „Искре културе“, 1981, Лука Дотлић наводи следеће речи о Анђелији Веснић Васиљевић:
„Глумица свестраних могућности, оспособљена да са успехом тумачи и улоге наивки и тзв. лирског фаха, али исто тако и драмске, карактерне и комичне роле, она је у каријери доживела судбину глумаца који су могли да играју сваку улогу која им се додели: такви глумци се, скоро по правилу, не усмеравају на задатке протагониста него на оне који су за успех представе од великог значаја – улоге средње по обиму, па и епизодне када затреба, али зато важне за функцију представе и њено дејство. Свакој таквој улози прилазила је са пуном озбиљношћу и одговорношћу, веома савесно и радно и остваривала их на високом нивоу“

###### Награде
1961. награда „Вечерњих новости“ за улогу Милице у Избирачици уручена на 6. Стеријином позорју и
1981. "Искре културе".

###### Породица
Два пута се удавала, први пут за глумца Борислава Веснића са којим има сина Бранислава, а други пут за Драгослава Васиљевића, дугогодишњег директора Технике СНП- а. Њена сестра Богданка Вакањац, такође је била глумица.

## Позоришне улоге
Његина (Таленти и обожаваоци),
Лујза (Сплетка и љубав),
Млада дама (Вечити младожења),
Јулија (Ромео и Јулија),
Прва дворкиња (Богојављенска ноћ),
Изабела (Витез чудеса),
xxx (Војводина),
Први дух (Љубав дон Перлимплина),
Марија (Свјетионик),
Хермија (Сан летње ноћи),
Аница (Машкарате испод купља),
Ивет (Бобо),
Роза (Тетовирана ружа),
xxx (Страдија),
Катарина Фјодоровна (Понижени и уважени),
Цуретак (Доживљаји Николетине Бурсаћа),
Лис (Матуранти),
Врањица (Клупко),
Ана Болен (Хенрих VIII и његових шест жена),
Милица (Избирачица),
Зинка (Иркутска прича),
Дара (Вук Бубало),
Сузана (Осам жена),
Ежени (Резервиста),
Баба (Три угурсуза),
Лепојка прва (Дона Розита или Говор цвећа),
Лујза, Мимика и Отилија (Вечити младожења),
Агра (Три бекрије),
Поли Печом (Просјачка опера),
Г-ђица Дивал и Настојница (Јаје),
Ракила (Поп Ћира и поп Спира),
Палмира (Позабави се Амелијом),
xxx (Плави зец),
Лујза (Фамилија Софронија А. Кирића),
Жена (Недеља у Њујорку),
Жофика, Мици и Илонка (Трактат о слушкињама),
члан женског хора (Слово светлости),
Елза (Анатолове љубави),
Фелисита (Госпођа Бовари),
Розика (Развојни пут Боре Шнајдера),
xxx (Велики мак),
Силвија (Нисам Ајфелова кула),
xxx (Село Сакуле, а у Банату),
Салика (Адам и берберин),
Грофица Кјарели (Кавијар и сочиво),
Марија (Ноћ за Марију),
Г-ђица Флинти (Флора господина Флоријана),
Марија Антоновна (Ревизор),
Паливецова (Добри војник Швејк),
Сељанка (Представа „Хамлета“ у селу Мрдуша Доња, опћине Блатуша),
Друга грађанка (Посета старе даме),
Дара (Госпођа министарка),
Николија (Грађанин племић),
Протићка (Др),
Елен (Сламни шешир),
Јелица (Љубавно писмо),
Сушићка (Ујеж),
Герта (Гастарбајтер опера),
xxx (Сакуљани, а о капиталу),
Марта (Поп Ћира и поп Спира),
Фрида (Драги Антоан),
Стрина (Долња земља).*
НАПОМЕНА: Списак улога је у потпуности преузет из Енциклопедије српског народног позоришта

Филмографија
| Год.     | Назив               | Улога \|- style="background: Lavender; text-align:center; " | 1960.-те | 1960.-те | 1960.-те | 1960.-те |
| 1961.    | Избирачица          | /                                                           |          |          |          |          |
| 1970.-те |                     |                                                             |          |          |          |          |
| 1971.    | Доручак са ђаволом  | /                                                           |          |          |          |          |
| 1976.    | Грешно дете ТВ филм | /                                                           |          |          |          |          |